# Lunar Orbiter-programmet

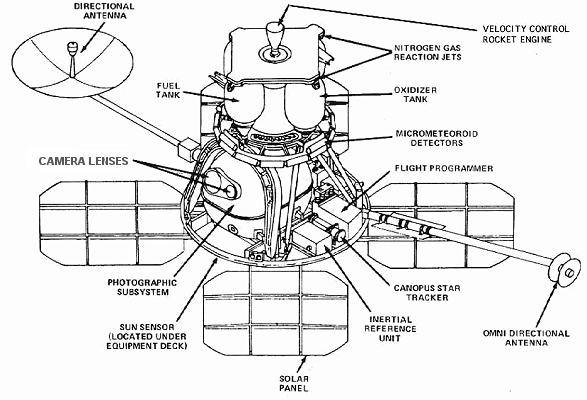

 Lunar Orbiter-programmet var en serie av fem identiska sonder som sändes till månen av USA mellan åren 1966 och 1967. Projektet startade 1963.

## Mål
De hade till uppdrag att kartlägga månens yta och finna plana områden inför Apollolandningarna.

## Resultat
Alla fem missionerna var lyckade och 99 procent av månen fotograferades med en upplösning av 60 meter eller bättre.
De första tre rymdsondernas mål var att ta bilder av tjugo potentiella landningsplatser, vilka valts ut baserat på observationer från jorden. Dessa gick i en bana med låg inklination runt månen.
Den fjärde och femte rymdsonderna hade ett bredare vetenskapliga mål och flögs på hög höjd i omloppsbana runt polerna. Lunar Orbiter 4 fotograferade hela framsidan och 95 procent av baksidan medan Lunar Orbiter 5 färdigställde fotograferingen av baksidan och tog bilder i medelgod (20 meter) till god (2 meter) upplösning på 36 förvalda områden.